# Rackwitz
Rackwitz är en kommun och ort i Landkreis Nordsachsen i förbundslandet Sachsen i Tyskland. Kommunen har cirka 5 600 invånare.